# Primera Divisió
Primera Divisió d'Andorra este cea mai importantă competiție fotbalistică din Andorra. Toate echipele participante sunt semi-profesioniste. Liga a fost fondată în anul 1995, sponsorizată de Federația Andorreză de Fotbal, creată cu un an mai devreme, toate echipele evoluând pe aceleași stadioane, Estadi Comunal de Aixovall și Estadi Comunal d'Andorra la Vella.

## Clasamentul UEFA
Coefiecientul UEFA în 2013
- 50  (50)  Prima Ligă (Armenia)
- 51  (51)  Vodafonedeildin
- 52  (53)  Campionato Sammarinese di Calcio
- 53  (52)  Primera Divisió
- 54 (-)  Prima Divizie - Gibraltar

## Sistemul competițional
Cele opt cluburi participante joacă în sistemul acasă/deplasare. După primele 14 etape, cele mai bune patru echipe joacă între ele pentru a decide campioana (Championship Round) iar ultimele patru joacă pentru a evita retrogradarea (Relegation Round).
Campioana ocupă un loc în preliminariile Ligii Campionilor, iar vice-campioana intră în preliminariile Cupei UEFA.

## Lista echipelor campioane
| Sezon   | Campion                  | Vicecampion         | Locul 3                 |
| ------- | ------------------------ | ------------------- | ----------------------- |
| 1994–95 | FC Santa Colomaa         | -                   | -                       |
| 1995–96 | FC Encamp                | CE Principat        | FC Santa Coloma         |
| 1996–97 | CE Principat*            | FC Andorra Veterans | FC Encamp               |
| 1997–98 | CE Principat*            | FC Santa Coloma     | FC Encamp               |
| 1998–99 | CE Principat*            | FC Santa Coloma     | FC Encamp               |
| 1999–00 | Constel·lació Esportiva* | FC Santa Coloma     | Inter Escaldes          |
| 2000–01 | FC Santa Coloma*         | UE Sant Julià       | Inter Escaldes          |
| 2001–02 | FC Encamp                | UE Sant Julià       | FC Santa Coloma         |
| 2002–03 | FC Santa Coloma*         | FC Encamp           | UE Sant Julià           |
| 2003–04 | FC Santa Coloma*         | UE Sant Julià       | FC Rànger's             |
| 2004–05 | UE Sant Julià            | FC Rànger's         | FC Santa Coloma         |
| 2005–06 | FC Rànger's              | UE Sant Julià       | FC Santa Coloma         |
| 2006–07 | FC Rànger's              | FC Santa Coloma     | UE Sant Julià           |
| 2007–08 | FC Santa Coloma          | UE Sant Julià       | FC Rànger's             |
| 2008–09 | UE Sant Julià            | FC Santa Coloma     | CE Principat            |
| 2009–10 | FC Santa Coloma          | UE Santa Coloma     | UE Sant Julià           |
| 2010–11 | FC Santa Coloma          | UE Sant Julià       | FC Lusitanos            |
| 2011–12 | FC Lusitanos             | FC Santa Coloma     | UE Santa Coloma         |
| 2012–13 | FC Lusitanos             | FC Santa Coloma     | UE Santa Coloma         |
| 2013–14 | FC Santa Coloma          | UE Santa Coloma     | UE Sant Julià           |
| 2014–15 | FC Santa Coloma          | FC Lusitanos        | UE Santa Coloma         |
| 2015–16 | FC Santa Coloma          | FC Lusitanos        | UE Sant Julià           |
| 2016–17 | FC Santa Coloma          | UE Sant Julià       | UE Santa Coloma         |
| 2017–18 | FC Santa Coloma*         | UE Engordany        | UE Sant Julià           |
| 2018–19 | FC Santa Coloma          | UE Sant Julià       | Inter Escaldes          |
| 2019–20 | Inter Escaldes*          | FC Santa Coloma     | UE Engordany            |
| 2020–21 | Inter Escaldes           | UE Sant Julià       | FC Santa Coloma         |
| 2021–22 | Inter Escaldes           | UE Santa Coloma     | UE Sant Julià           |
| 2022–23 | Atlètic Club d'Escaldes  | Inter Escaldes      | FC Santa Coloma         |
| 2023–24 | UE Santa Coloma*         | Inter Escaldes      | Atlètic Club d'Escaldes |
| 2024–25 |                          |                     |                         |

| * | Echipa a câștigat dubla câștigând Copa Constitució în același sezon. |

a: Federația de Fotbal din Andorra consideră titlul de liga amatori din 1994–95 drept unul oficial.

### Performanțe pe club
| Club                     | Campioni | Vicecampioni | Locul 3 | Anii câștigători                                                             | Anii ca locul 2                                      | Anii ca locul 3                          |
| ------------------------ | -------- | ------------ | ------- | ---------------------------------------------------------------------------- | ---------------------------------------------------- | ---------------------------------------- |
| FC Santa Colomac         | 13       | 8            | 6       | 1995, 2001, 2003, 2004, 2008, 2010, 2011, 2014, 2015, 2016, 2017, 2018, 2019 | 1998, 1999, 2000, 2007, 2009, 2012, 2013, 2020       | 1996, 2002, 2005, 2006, 2021, 2023       |
| Inter d'Escaldes         | 3        | 2            | 3       | 2020, 2021, 2022                                                             | 2023, 2024                                           | 2000, 2001, 2019                         |
| CE Principatb            | 3        | 1            | 1       | 1997, 1998, 1999                                                             | 1996                                                 | 2009                                     |
| UE Sant Julià            | 2        | 9            | 7       | 2005, 2009                                                                   | 2001, 2002, 2004, 2006, 2008, 2011, 2017, 2019, 2021 | 2003, 2007, 2010, 2014, 2016, 2018, 2022 |
| FC Lusitanosb            | 2        | 2            | 1       | 2012, 2013                                                                   | 2015, 2016                                           | 2011                                     |
| FC Encamp                | 2        | 1            | 3       | 1996, 2002                                                                   | 2003                                                 | 1997, 1998, 1999                         |
| FC Rànger's              | 2        | 1            | 2       | 2006, 2007                                                                   | 2005                                                 | 2004, 2008                               |
| UE Santa Coloma          | 1        | 3            | 4       | 2024                                                                         | 2010, 2014, 2022                                     | 2012, 2013, 2015, 2017                   |
| Atlètic Club d'Escaldes  | 1        | 0            | 1       | 2023                                                                         | –                                                    | 2024                                     |
| Constel·lació Esportivab | 1        | 0            | 0       | 2000                                                                         | –                                                    | –                                        |
| UE Engordany             | 0        | 1            | 1       | –                                                                            | 2018                                                 | 2020                                     |
| FC Andorra Veteransa     | 0        | 1            | 0       | –                                                                            | 1997                                                 | –                                        |

Bold: indică cluburi care joacă în prezent în prima divizie.

a:Club momentan ieșit din competiție.

b: Clubul dizolvat.

c: Membri fondatori care nu au fost niciodată retrogradați din Primera Divisió.

### Performanțe pe comune
|  | Comuna              | Campioni | Vicecampioni | Locul 3 | Cluburi câștigătoare |
|  | ------------------- | -------- | ------------ | ------- | --- |
|  | Andorra la Vella    | 22       | 16           | 14      | FC Santa Coloma (13), CE Principat (3), FC Rànger's (2), FC Lusitanos (2), Constel·lació Esportiva (1), UE Santa Coloma (1) |
|  | Escaldes-Engordany  | 4        | 3            | 5       | Inter d'Escaldes (3), Atlètic d'Escaldes (1)                                                                                |
|  | Sant Julià de Lòria | 2        | 9            | 7       | UE Sant Julià (2) |
|  | Encamp              | 2        | 1            | 3       | FC Encamp (2) |

1. 1 2  „FAF - Lliga Nacional de Futbol (1ª divisió)”. faf.ad.
2. ↑  „PALMARÈS - F. C. Santa coloma”. fclubsantacoloma.net.